# ドラキュラ都へ行く
『ドラキュラ都へ行く』（ドラキュラみやこへいく、原題：Love at First Bite）は、1979年制作のアメリカ合衆国のコメディ映画。ドラキュラ伯爵をパロディ化したコメディ映画。

## あらすじ
ウラジミール・ドラキュラ伯爵は、トランシルヴァニアの先祖代々の城を人民委員会に接収されて追い出される。ドラキュラは偶然目にした写真で一目惚れした美人モデルのシンディに狙いを定め、彼女が住むニューヨークへやって来る。
下僕のレンフィールドの尽力でシンディの居所を知ったドラキュラは早速彼女に接触して告白、すっかり陶酔したシンディはドラキュラを自分のアパートに連れて行く。ムードは高まるり、ドラキュラは彼女に一噛み。シンディは今まで経験したことのないエクスタシーを感じる。
彼女から話を聞いた恋人で精神科医のジェフは、ドラキュラが吸血鬼であることに気付く。彼はドラキュラのライバル、ヴァン・ヘルシング教授の孫であった。ジェフは何とかしてドラキュラからシンディを引き離そうとするが、シンディは再びドラキュラに噛まれ、ますます親密な関係になっていく。

## キャスト
- ウラジミール・ドラキュラ伯爵：ジョージ・ハミルトン（吹替：岸田森）
- シンディ・ソンドハイム：スーザン・セント・ジェームズ（吹替：小沢寿美恵）
- ジェフ・ローゼンバーグ：リチャード・ベンジャミン（吹替：富山敬）
- ファーガソン警部：ディック・ショーン（吹替：飯塚昭三）
- レンフィールド：アート・ジョンソン（吹替：槐柳二）
- マイク：シャーマン・ヘンズリー

※テレビ放送：東京12チャンネル「木曜洋画劇場」1981年5月7日

## 受賞
第7回サターン賞
- 主演男優賞（ジョージ・ハミルトン）[6]
- 助演男優賞（アート・ジョンソン）[7]
- メイクアップ賞（ウィリアム・J・タトル）[8]